# 關於港珠澳大橋的爭議
本條目介紹港珠澳大橋對當地影響而產生重大批評聲音和爭議事項。內容包括法律、造價、污染、文化、效率，以致大橋質量安全等各項存在的問題，以盡可能完整地列出所有對港珠澳大橋的批評與爭議。

## 環境污染爭議

### 香港環保組織挑战香港段環境影響評估報告
2008年，環保組織綠色力量發表關於《港珠澳大橋及北大嶼發展對蝴蝶熱點－䃟頭之影響》的報告提及，生態評估末能反映現實情況，並舉例說明香港過去有環評報告存在缺點，調查時間不足。報告亦指，香港是「蝴蝶天堂」，蝴蝶數量更多於如日本、英國等國家，全香港有240種蝴蝶，東涌就佔當中的87個品種，值得環境評估重視。
2010年1月，東涌一名老婦取得法律援助後向香港高等法院提出司法覆核，挑戰港珠澳大橋香港段的環境影響評估報告，《港珠澳大橋香港段環評報告(AEIAR-145/2009)（页面存档备份，存于）》。2011年4月18日，香港高等法院判決香港環境保護署署長敗訴，指環評報告未有比較大橋興建前後空氣污染程度的變化，違反《環境影響評估條例》的要求及其立法宗旨，決定撤銷對工程批出的環境許可證。港珠澳大橋香港段工程被迫延遲動工。
2011年9月27日，香港高等法院上訴庭判決環境保護署署長上訴得直（即上诉成立，予以改判）。香港政府表示由於司法覆核及上訴期間的工程價格上升及要改變施工方法以趕上原定完工日期，預計香港段工程費用將增加約65億港元。香港公民党的余若薇則在专栏撰文反驳，港珠澳大桥工程延误並非因为司法复核，因为法庭根本沒有向政府颁发工程禁制令，而且在政府首次败诉亦早有报导指出港珠澳大桥工程延误是由於「工程须与內地协调，以及需要就大屿山以北的大小磨刀进行额外的海岸公园初步研究」。而政府在2011年2月提交立法会的文件亦指出，大桥施工前工作延误15个月的原因是「內地顾问需要较长时间对物理模型做出调整」，而大桥香港口岸详细设计及工地勘测工作延误5個月，則是因为「需要額外时间进行香港口岸国际概念设计比赛，然后再就上盖建筑进行详细设计」，均与司法复核無关。

### 大桥通车后的東涌空氣污染问题
香港特別行政區政府政府新聞處公報香港環保署資料，東涌新市鎮空氣質素變差。2018年港珠澳大橋開通後，東涌監測站錄得PM2.5及PM10分別上升39%及49%，其中PM2.5含量更超出世衞標準。而健康空氣行動的學者質疑空氣污染與通車有關，建議署方跟進。署方回覆指，受風勢影響更會造成擴大污染範圍區域，元朗和屯門同時空氣污染讀數提升。政府指，通車前空氣質素完全符合標準水平，包括吸入懸浮粒子（PM10）、微細懸浮粒子（PM2.5）、二氧化氮、二氧化硫及一氧化碳方面。2013年至2017年，空氣污染明顯減幅達26%至38%。更早之前，立法會議員就指中港兩地汽車廢氣排放準則不同，指通車後東涌的車流量會增加，長遠增加空氣污染惡化的風險。有媒体報導指出，港珠澳大橋通車後東涌的臭氧污染變成全香港最嚴重地區，指報告不提及。

### 海域污染
港珠澳大橋由工程期間至通車之後都涉及多宗污染海洋水質指控，水質污染707次超標。
2015年時，香港特區政府接獲投訴，指港珠澳大橋香港段工程地盤排放污水。環境保護署派人調查後，並未發現相關問題。
2017年4月，港珠澳大橋香港段人工島周邊水域，被發現部分海面呈泥黃色污水。同年7月31日，港珠澳橋香港段因趕工而漏出油污的醜聞，體制外環保團體質疑會影響生態。8月，媒體公開記錄片段並指出，大橋工地附近水域經常有油污，當中涉及經過船隻。環保團體生態教育及資源中心主席程詩灝表示，油污多數來自大型工程船產生的氣化油，隨污水排進大海，長久之後會岸邊生態亦受影響。另外，該段水域亦屬於飽受微膠粒等重工業危害的中國南方水域部份。

### 中華白海豚保护
香港海豚保育學會研究指，在2012至2017年短短6年間，中華白海豚的整體數量由80條減少了33條，跌幅高達40%。人工島填海更對海豚構成嚴重影響，大嶼山東北水域3年內沒有白海豚出沒。而《珠江口伶仃洋中華白海豚種群動態的長期監測》報告中指出中華白海豚數量明顯減少，中國大陸水域經過大橋施工，由原來的1200條下跌至900條，跌幅有兩成。而與大橋重疊的伶仃洋南區，2017至2018年度僅錄得301條中華白海豚，與2015至2016年度的431及2005至2006年度的450條比較，亦分別下跌了約30%及33%。
《人民日報》在2018年10月28日發表題為「大橋通三地 協作添動力」的報道，稱港珠澳大橋各項環保措施「史無前例」，實現了環境「零污染」和中華白海豚「零傷亡」，大橋建設兌現了「世紀工程完成、白海豚不搬家」的承諾。」港珠澳大橋管理局行政總監韋東慶稱目前發現的中華白海豚數目比以前更多。然而相關言論引起環團批評，認為無科學研究數據支持。有媒體發現中國大陸研究所的監測報告顯示，在港珠澳大橋完工後，中國大陸水域的中華白海豚數目下跌兩成至不足1000條，與大橋管理局早前說法不同，惟報告從未公開。港珠澳大橋管理局副局長余烈出席紀錄電影《港珠澳大橋》首映禮時拒絕回應。

## 東人工島防波堤疑出現飄移及沉降问题

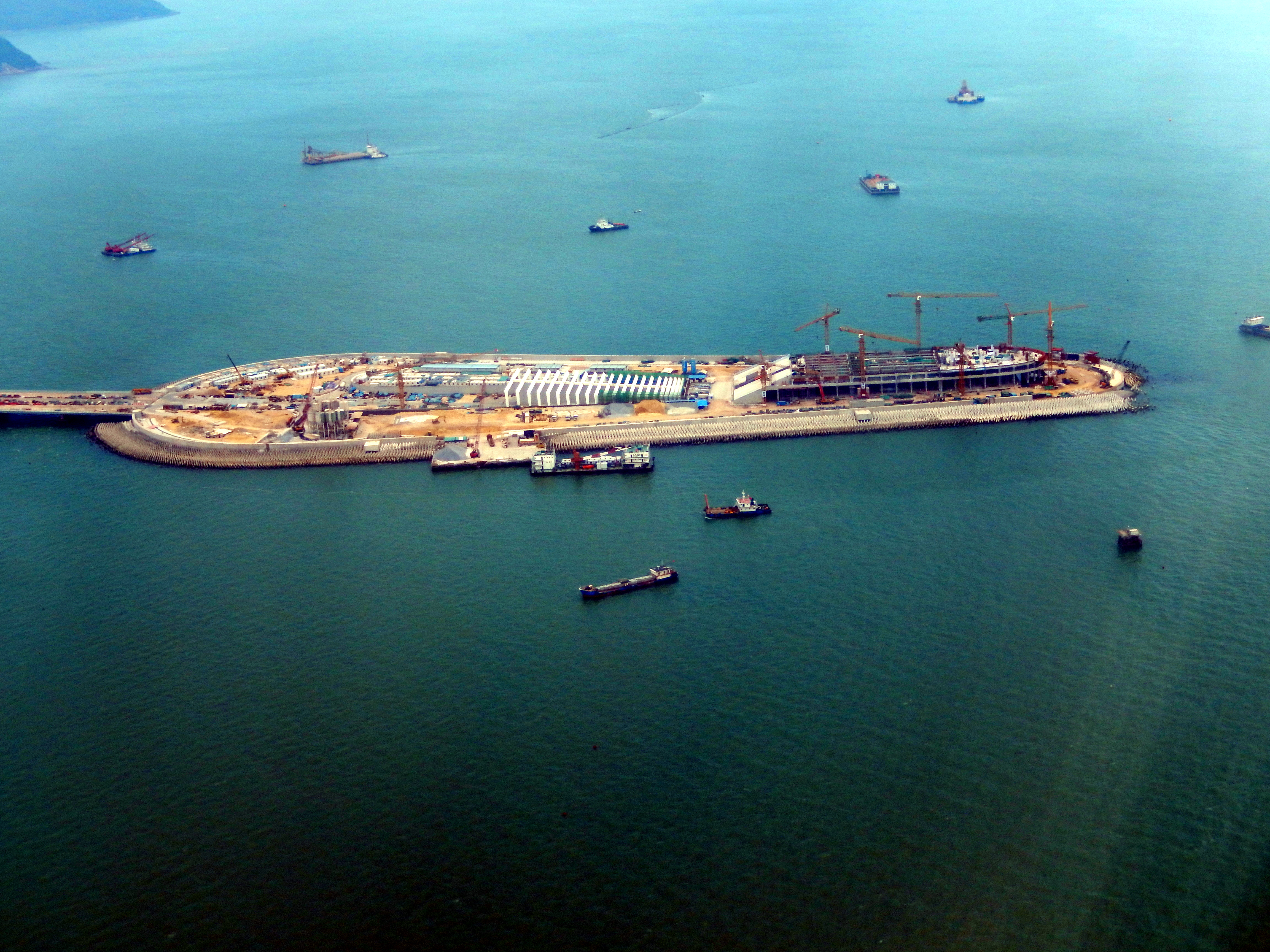
港珠澳大橋東人工島（2017年5月）

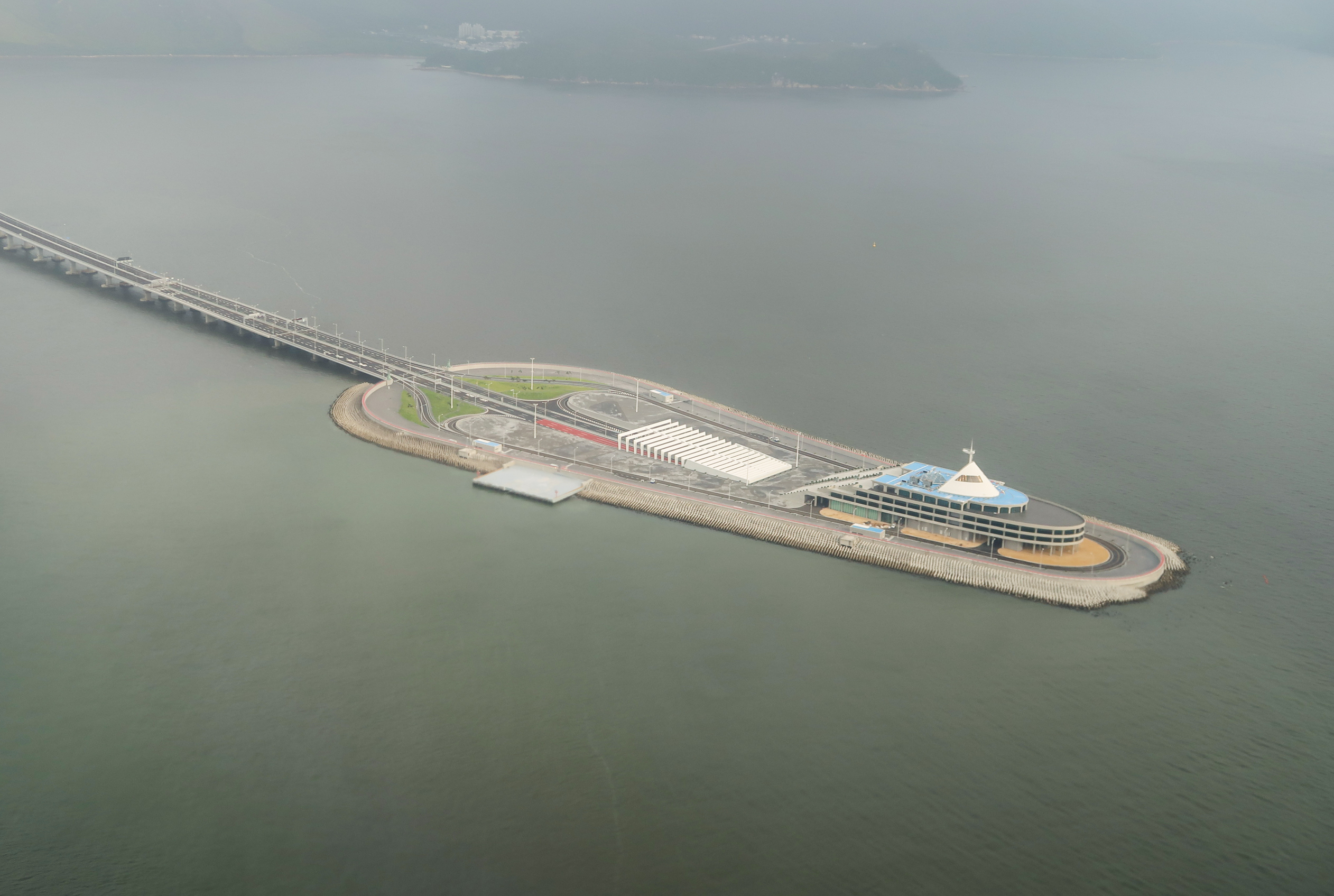
隧道東人工島由大石組成的防波堤部分範圍邊緣參差不齊，看似被海水「沖散」（2018年7月）

港珠澳大桥東人工島填海地被報章報道出現飄移及沉降。
2018年4月3日，「UAVHongKong 香港無人機航拍會」facebook群組內有網民分享航拍照片，發現隧道東人工島由大石組成的防波堤部分範圍邊緣參差不齊，疑被海水「沖散」。
大橋管理局在4月4日發聲明，認為相片可能是「觀感上、視覺上的錯覺」，是刻意隨意擺放。《文滙報》直指《蘋果日報》造謠，質疑拍攝相片的網友非工程界專業人士。同月6日，香港特首林鄭月娥指：工程穩妥是一件具科學驗證的事，要看專家論證，勿以個別照片質疑它的設計。同月9日，路政署表示此人工島設計是用三百年一遇的水位及風浪作為標準。同月10日，路政署長鍾錦華會見傳媒解釋事件，強調防波堤和「定點隨機安放」的弱波石現况與施工圖脗合，沒需要修補，強調防波堤設計 科學、合理及安全。不過工程師質疑說法，同時批評政府未有提供施工圖、水流數據等資料，未能說服市民解答疑團。
香港土木工程師倪學仁對管理局的解說提出數點質疑，指出：一、萬宜水庫的水波塊重量為25公噸，此人工島只有5公噸；二、浮箱隧道連接人工島的地方是刻意放輕的水波塊在上，避免下面承載力有限、荷載不能過大的隧道沉陷。而颱風天鴿並非史上最強颱風，能夠經歷天鴿的考驗並不代表安全。若水波塊骨牌效應一併移走，隧道有機會往上浮、裂開及進水，情況變成進退維谷，屬結構性安全問題。倪建議兩邊加建堤壩以防超強颱風。蘇耀坤指，如果扭工字塊不夠高、最後防線擋波牆被沖毀，海水可能覆蓋人工島，甚至沖進隧道。倪估計：5噸扭工字塊最多可抵抗4米高浪。

## 司法管轄權的爭議
2019年12月13日，一名港人由香港經港珠澳大橋前往澳門期間，在東人工島被珠海公安拘捕，引起大橋的司法管轄權的爭議。珠海公安指被捕人士於2012年涉嫌走私手機。保安局指大橋主橋的執法事宜由中國內地按內地法律進行。

## 香港段工程建设问题

### 工期延误与超支
港珠澳大橋原定2016年底完工，但卻出現嚴重延誤及超支。香港段造價由原先估計762億港元大幅超支至2017年估計的1,177億港元。

### 混凝土壓力報告造假
香港廉政公署於2017年5月16日展開代號「綠田園」的行動，拘捕受土木工程拓展署委託進行混凝土測試的的承辦商「嘉科工程顧問有限公司」的兩名高層人員及19名職員，指他們在港珠澳大橋香港段工程中涉嫌貪污，並向土木工程拓展署呈交虛假混凝土壓力測試報告。19名前實驗室職員被廉政公署落案起訴，分兩案審訊。其中一宗案件的被告為嘉科工程顧問前工地實驗室技術員黃國堯（61歲），他承認兩項使用虛假文書罪，於2017年12月1日在屯門法院被判監禁8個月。

### 工傷意外
港珠澳大橋香港段自動工以來，除被揭超支及工程延誤外，更多次發生嚴重傷亡意外。直至2017年3月，工程共釀成10人死亡，逾600人受傷，被形容為「奈何橋」、「血淚大橋」和「一橋功成白骨枯」。立法會議員和工會質疑政府監管不力，未嚴格按法例懲罰違例僱主和未做好職業安全健康工作。在通車前，有工業傷亡權益會人員、部分立法會議員和建築地盤職工總會代表到大橋香港接線的一處橋墩默哀和獻花，並提出設立紀念碑，以肯定及尊重工人的貢獻，並讓市民瞭解工業意外的嚴重性和重視職業安全，同時指出早於1970年代建成的萬宜水庫也有設紀念碑紀念5位殉職工人。
- 2012年10月25日10时半，工人在香港段人工岛地盘以「钢圆筒建岛」方式填海，事发时有一临时工作台突然下坠2米，怀疑有工料倒下，且在坠落时工人撞倒硬物，當場壓斃1名58歲的工人，另外14人受傷，當中2人危殆，2人嚴重。[50]
- 2014年7月23日，一名男工人在躉船上搬運喉管時墮海身亡。[50]
- 2014年9月9日，一名男工人處理淤泥時，意外從躉船上墮海身亡。[51]
- 2014年10月19日凌晨2時19分，一名男工在機場赤鱲角南路地盤內離地約15米的橋墩工作台工作，一部搭建在橋墩的架橋機因吊運組件時懷疑不勝負荷，架橋機扯斷工作台，男工墮地死亡。[52]
- 2014年12月12日，一名挖泥機手首次在大橋工程附近香港口岸人工島上開工操作挖泥機，地盤地面疑因風浪大而搖擺不定，他與挖泥機一併墮海，沉在海牀一夜，由消防蛙人撈起時已死亡。[53]
- 2015年4月7日，一名機械工程公司股東，於興建中的海底隧道工程地盤駕駛一部重型吊臂機期間，被鬆脫墮下的吊鈎連鋼纜擊斃。[53]
- 2016年4月23日，一名35歲泰籍外勞，在人工島高約15米的橋躉工作時，身上安全帶連圍欄急墜，連人帶欄墜海死亡。[54]
- 2017年3月29日，位於大橋下的一個懸掛式工作台的帆布索帶突然斷裂，三名在工作台的南亞裔工人隨工作台飛墮入海，帆布索带同时飞弹桥面，抽擊另外兩名南亞裔工人，令兩人跌入海中。造成2死3傷。[55]
- 2017年5月5日傍晚6時許，一名36歲工人在赤鱲角人工島為發電機進行維修時，懷疑搶火燒着旁邊油桶引發火警，事主手腳被燒傷，送院後情況危殆。[56]
- 2017年5月25日上午9時28分，人工島B1區一名35歲男工人從高處墮下，送院時清醒，及後情況危殆。[57][58]

2017年8月7日，香港電台節目《鏗鏘集》以「工傷之後」為題，描述港珠澳大橋香港段工業意外中，部份工人和家屬仍然受到司法過程和各部門緩慢的處理手法困擾着，已經飽受難受與辛苦，反問當時的承辦商和政府部門為何一拖再拖。節目也探討責任誰屬。節目播出後，在香港電台網站裏的《鏗鏘集》專欄中介紹了「工傷之後」。

## 行駛方向
據星島日報報道，因港珠澳大橋大部分区域均在内地水域，因此在道路通行方向的問題上，採用右上左落的安排，與內地行車方向一致，而香港和澳門均採用左上右落。因此在香港有立法會議員質疑為何香港為港珠澳大橋「作出咁大遷就」（意為：“做出這麼大的遷就”）。香港運輸及房屋局副秘書長（運輸）羅翠薇表示，大橋與香港連接路的交接點是一段時速一百公里的快速公路，用「右上左落」的行車安排是最恰當，且能有效及順暢達到轉線安排，同時保障駕駛者及乘客安全。

## 大桥通车后关于香港旅游观光问题

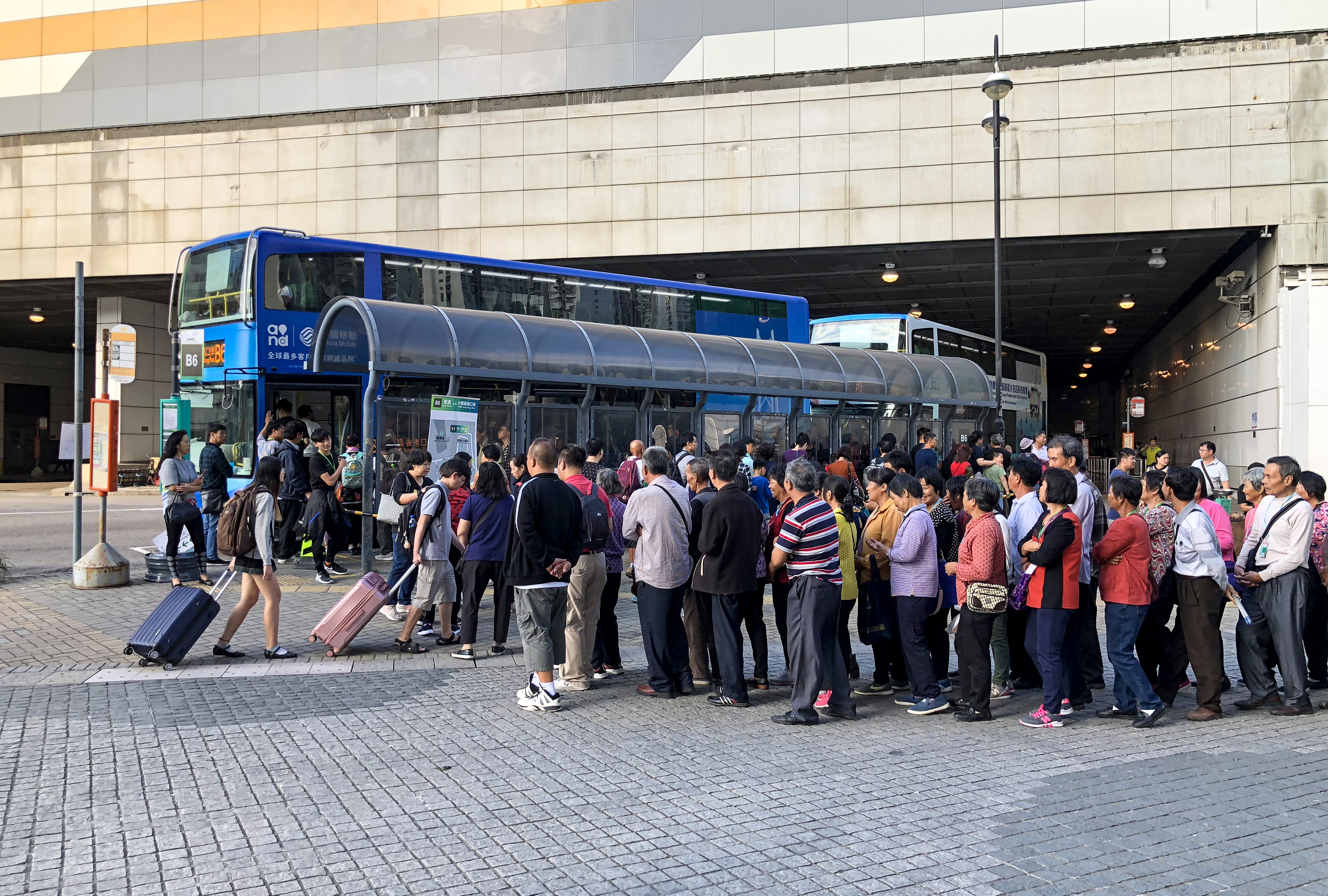
在東涌站外乘坐B6巴士線的游客

自大橋開通後，大批旅客每逢周末到東涌和大嶼山各區購物遊覽，即使在平日旅客也絡繹不絕。而市中心的B6巴士總站下午至晚間有逾千人候車，人龍排至百米，需等候至少40分鐘才可上車。區內居民抱怨旅客迫爆、聲浪過大、影響生活、要求將巴士站遠離民居。而多個商場人流相當多，茶餐廳及快餐店座無虛席，需排長龍，洗手間衞生情況亦變得惡劣。居民指部分貨品被旅客很快被搶購一空，嚴重影響民生，認為東涌已「淪陷」。
陈帆于2018年11月9日呼吁：旅客抵达香港口岸后应该乘坐A线巴士或B5前往香港市区各地游览购物，不必集中在东涌。同时，香港口岸旅游巴士泊车位预约期限由提前三日缩短至每周五下午五点前，以期望旅游巴多使用香港口岸而不是東涌上落客。
對於大橋開通後，連續多個周末都出現中國大陸遊客「塞爆」東涌現象，林鄭月娥出席立法會答問大會時表示，已與大橋穿梭巴士公司商討用預約服務分散時間，並用B5線以及增加旅遊巴，將旅客分流到欣澳。旅客可以經由欣澳站轉乘港鐵到市區，不需過分集中於東涌。 同月18日，張建宗說區內整體情況已見紓緩。
此外，八条机场巴士路线绕经港珠澳大桥香港口岸后客量剧增，部分班次超员运行且行李堵塞车厢通道，影响来往机场的旅客，香港立法会议员谭文豪等人为此建议运输署分拆大桥线和机场线。

### 非法导游
自大橋開通後，有媒體發現大部分即日遊中國大陸旅行團涉嫌無牌經營，中國大陸領隊涉嫌當「黑工」。而根據香港法例，訪港旅行團需在香港登記並聘請香港領隊，以保障旅客和確保旅行團質素。立法會議員質疑有關做法疑違反《旅行代理商條例》。商務及經濟發展局長邱騰華表示關注違規旅行團情况，向廣東省港澳辦提出有關問題。廣東省文化旅遊廳已經答覆港府並下達指令，如果涉及訪港旅行團，都需要遵守香港法例，以免誤墮法網，如遇到違法情況，將會依法處理。

## 風水
堪輿師陳天恩認為港珠澳大橋的兩座人工島形似「兩蛇對沖」，破壞港澳風水。